# Min vän är ljuv, min vän är mild
Min vän är ljuv, min vän är mild är en psalm med 6 verser av Erik Sjöberg med pseudonymen "Vitalis" (1794-1828). Vid psalmens första publicering i Herde-Rösten anges bara Sjöbergs pseudonym som författare. Melodin är en tonsättning av Ludvig Matthias Lindeman av okänt datum, men i tryck i Pilgrimssånger I:a samlingen 1852.

## Publicerad i
- Nya Pilgrimssånger 1892 som nr 206 under rubriken "Ny födelse".
- Herde-Rösten 1892 som nr 583 under rubriken "Sjelfpröfning:"
- Nya psalmer 1921 som nr 586 under rubriken "Det Kristliga Troslivet: Troslivet hos den enskilda människan: Barnaskapet hos Gud i Kristus".
- Sionstoner 1935 som nr 109 under rubriken "Frälsningens grund i Guds kärlek och förverkligande genom Kristus".